# 13219 Cailletet
13219 Cailletet este un asteroid din centura principală de asteroizi.

## Descriere
13219 Cailletet este un asteroid din centura principală de asteroizi. A fost descoperit pe 30 iunie 1997 la Kitt Peak National Observatory în cadrul proiectului Spacewatch. Asteroidul prezintă o orbită caracterizată de o semiaxă mare de 3,20 ua, o excentricitate de 0,10 și o înclinație de 21,6° în raport cu ecliptica.